# كوفو (ياماناشي)
كوفو (باليابانية: 甲府市) هي المدينة العاصمة لمحافظة ياماناشي في اليابان. بلغ عدد تعداد سكانها في 1 فبراير 2010 حوالي 198,388 نسمة. اشتهرت كوفو عبر العصور بازدهار الثقافة والاقتصاد خاصة في عهد تاكيدا شين-غن. تشتهر المدينة حاليا بصناعة المجوهرات.

## توأمة
- الولايات المتحدة الأمريكية، لودي، سان جواكوين، كاليفورنيا
- الولايات المتحدة الأمريكية، دي موين، آيوا

## أشخاص من كوفو
- هيديتوشي ناكاتا، لاعب كرة قدم

## أعلام
- كازوشكي كوريواتا
- كينجي أوشيبا
- كونيهيكو كوديرا
- تومويوشي تسورومي
- هيديتوشي ناكاتا
- تاكيدا شين-غن
- تسوكاسا هوساكا
- ناوكو تاكيوتشي

## وصلات خارجية
- الموقع الرسمي لمدينة كوفو